# فرا انسان
در دنیای دی‌سی کمیک‌های دی‌سی، فَرا انسان، انسانی است که قدرت‌های فراطبیعی دارد. این اصطلاح تقریباً مترادف با جهش‌یافته و جهش در دنیای مارول و فرابشر در کمیک‌های وایلداِستورم و دنیاهای مارول نهایی است. در کمیک‌های دی‌سی، این اصطلاح در بیشتر موارد برای هرچیزی شبیه انسان که قدرت و توانایی‌های غیرطبیعی، اعم از کیهانی، جهش‌یافته، علمی، عرفانی، مهارتی یا فنی دارد، استفاده میشود. بخش قابل توجهی از اینها، انسان‌های معمولی هستند که با یک نوع تغییر ژنتیکی به نام «متاژن» متولد می‌شوند که باعث می‌شود آن‌ها در حین حوادث غیرمعمول یا گاهی اضطراب شدید روانی، قدرت و توانایی ویژه‌ای کسب کنند.
عبارت فراانسان، در ابتدا در سال 1986 برای ارجاع دهی به ابرقهرمانان، توسط جرج آر. آر. مارتین مورد استفاده قرار گرفت.

## دی‌سی کامیکس
این اصطلاح اولین بار توسط نژادی ساختگی از موجودات فرازمینی که به حکم فرمانروایان معروف بودند، در کمیک‌های دی‌سی «هجوم» ظاهر شد! سریال‌های کوتاه سلطه گران از این اصطلاح برای اشاره به هر انسانی بومی سیاره زمین با «توانایی‌های فوق بشری خیالی» استفاده می‌کنند. پیشوند «متا» به سادگی به معنای «فرا یا ابر» است، که افراد و توانایی‌های فراتر از محدوده انسانی را نشان می‌دهد. ابرانسان یا فراانسان همچنین ممکن است مربوط به فردی باشد که از آنچه به عنوان «پتانسیل فعلی» شناخته می‌شود، فراتر باشد. یعنی توانایی ذهنی و جسمی فرد، فراتراز حد معمول رفته باشد.

### مریخی های سفید (وایت مارشن)
پتانسیل ژنتیکی وجود یک متاژن در آینده در دی‌ان‌ای انسان خردمند باستانی (۵۰۰۰۰۰–۲۵۰٬۰۰۰ سال پیش) توسط نژاد وایت مارشن کشف شد. مریخی‌های سفید با انجام آزمایش‌هایی بر روی این انسان‌های بدوی، نحوه بیان فنوتیپ ابرانسان توسط متاژن را تغییر دادند.

### متا ویروس یا ابر ویروس
مریخی‌های سفید همچنین یک متا ویروس ایجاد کردند. ( یک متاژن که می‌تواند از طریق لمس از میزبان به میزبان دیگر منتقل شود). این متاویروس مسئول توانمندسازی اولین پسر ولکان بود. از آن زمان به بعد، پسران ولکان به‌طور پیوسته و بدون توقف، متا ویروس را به نسل‌های بعدشان منتقل کرده و سوگند یاد کردند که وایت مارشن را شکار و بکشند.

### جمعیت
اصطلاحات «متا» و «ابرانسان» فقط به انسان‌هایی که با انواع بیولوژیکی متولد می‌شوند اشاره ندارد. از سوپرمن و مارشن من‌هانتر (بیگانگان) و همچنین واندر وومن (الهه‌ای نزدیک) و آکوامن (آتلانتیایی) در بسیاری از موارد به عنوان «ابرانسان‌ها» یاد می‌شود. این اصطلاح می‌تواند به هر کسی که دارای قدرت فوق‌العاده است، اشاره کند بدون توجه به ریشه و از جمله کسانی که با چنین قدرتی متولد نشده‌اند.

## کمیک‌های مارول
کلمه «ابرانسان» اغلب به دنیای دی‌سی نسبت داده می‌شود، در حالی که انسان‌های فوق‌العاده دنیای مارول آن‌ها را جهش‌یافته می‌نامد. با این حال، دی‌سی و مارول کامیکس از اصطلاحات «ابرانسان» و «جهش‌یافته» در جهان خود استفاده کرده‌اند. اولین کاربرد اصطلاح «ابرانسان» در جهان مارول در سالانه جهش‌یافته‌های جدید شماره ۳، نوشته شده توسط کریس کلیرمونت، در سال ۱۹۸۷ منتشر شد، که در آن یک افسر امنیتی روسیه شخصیت‌های اصلی را «تروریست‌های مافوق انسان» را توصیف می‌کند.

## فیلم

### جهان گسترده دی‌سی
- در بتمن در برابر سوپرمن: طلوع عدالت، عنوان شده‌است که لکس لوتر از حامیان «تز فرا انسانی» است که به‌طور مخفیانه، در حال انجام مطالعات روی آن‌ها است، با علاقه خاصی به زن شگفت‌انگیز، فلش، آکوامن و سایبورگ، که همه آنها را به عنوان فرا انسان طبقه‌بندی می‌کند.
- همچنین، درحالی‌که آماندا والر در مورد توانایی‌های خود هنگام تشکیل تیم صحبت می‌کند، ابرانسان در فیلم جوخه انتحار (۲۰۱۶)، ال دیابلو، کیلر کراک و افسونگر در فیلم ظاهر می‌شوند.